# Veliki Zdenci
Veliki Zdenci su naselje koje upravno pripada gradu Grubišnom Polju. Nalazi se u zapadnoj Slavoniji. Smješteno je 30-ak km južno od Virovitice i 20-ak km sjeverno od Garešnice u Bjelovarsko-bilogorskoj županiji. Pokraj mjesta protječe rijeka Ilova.

## Stanovništvo
Mjesto ima oko 1000 stanovnika (1857. – 2011. g.). Oko 50 % stanovnika su Česi. U selu djeluje Češka beseda Veliki i Mali Zdenci koja je 2006. g. organizirala Češke žetvene svečanosti «Dožinky», najveću manifestaciju Čeha u RH. Također djeluje i Udruga informatičkih korisnika HogarWifi. Mjesto je uglavnom katoličko, ali ima i pravoslavaca, protestanata i muslimana.
- 2011. – 914[4]
- 2001. – 1075
- 1991. – 1323 (Hrvati – 664, Srbi – 198, Jugoslaveni – 88, ostali – 373)
- 1981. – 1416 (Hrvati – 634, Jugoslaveni – 237, Srbi – 195, ostali – 350)
- 1971. – 1322 (Hrvati – 647, Srbi – 234, Jugoslaveni – 22, ostali – 419)
- 1961. – 1329
- 1953. – 1344
- 1948. – 1161
- 1931. – 1376
- 1921. – 1474
- 1910. – 1516
- 1900. – 1498 (Srbi 347)
- 1890. – 1363
- 1880. – 1121
- 1869. – 905 (Srbi 512)
- 1857. – 784 (Srbi 526)[5]

| broj stanovnika | 784   | 905   | 1121  | 1363  | 1498  | 1516  | 1474  | 1376  | 1161  | 1344  | 1329  | 1322  | 1416  | 1323  | 1075  | 914   | 727   |
|                 | 1857. | 1869. | 1880. | 1890. | 1900. | 1910. | 1921. | 1931. | 1948. | 1953. | 1961. | 1971. | 1981. | 1991. | 2001. | 2011. | 2021. |

## Gospodarstvo
- Zdenka, hrvatska prehrambena tvrtka, specijalizirana za proizvodnju mliječnih proizvoda, osnovana 1897.

## Povijest
Veliki Zdenci su 20. siječnja 1478. g. bili domaćin Hrvatskome saboru. Na tome saboru doneseno je niz zaključaka koji su svrstani u 16 točaka. Rijeka Ilova, koje se proteže uz Velike Zdence skoro 5 km, bila je obrambena linija i granica u vrijeme turskih osvajanja i pustošenja. Upravo je ovim prostorima prolazila granica Osmanskog Carstva te je ovdje bilo najburnije jer su se zbivali stalni napadi s obiju strana. U šumi su ostaci srednjovjekovne utvrde koja je vjerojatno bila uništena za vrijeme napada Turaka. Mjesto je oduvijek bilo čvorište trgovačkih puteva.
Najpoznatiji čovjek koji je živio u Velikim Zdencima je Mato Lovrak koji je predavao u staroj školi koja se urušava i više nije u upotrebi. Ovdje je napisao jedno od svojih najpoznatijih djela «Družba Pere Kvržice» prema uzoru na jedan mlin koji je bio na rijeci Ilovi u vlasništvu jednoga sumještanina.
Nakon Drugoga svjetskoga rata zdenački Česi evangeličke (luteranske) vjere vjerska su okupljanja imali po kućama. Mjesečno je u mjesto dolazio Josip Peći, svećenik iz Pakračkog Antunovca. 1990. su godine iz Finske došli misionari Seije Uimonen i Raili Tapio i tad je počela duhovna obnova evangelika u Velikim Zdencima te rad s djecom i mladima. Uskoro su Veliki Zdenci dobili novu crkvu. Izgrađena je donacijama iz Finske i Njemačke te dobrovoljnim radom vjernika. Zgradu ju posvetio 1995. godine biskup Evangeličke Crkve u Hrvatskoj Vladislav Deutsch.

## Šport
U mjestu djeluje nekoliko športskih klubova i udruga: Nogometni klub " Zdenka", Kuglački klub "KK Zdenka", Teniski klub "Zdenka", Boćarski klub "Otkos 10", a također i Športsko ribolovno društvo «Šaran» te Paintball klub Zenge.

## Kultura
U Velikim Zdencima djeluje KUD Česka beseda Veliki i Mali Zdenci.

## Vjeroispovijest
U Velikim je Zdencima smještena crkva Evangeličke (luteranske) Crkve. Vjernici su većinom češke narodnosti. Članovi crkve, njih pedesetak, iz Velikih su i Malih Zdenaca i okolnih mjesta. Evangelička crkva posvećena je 1995.
U mjestu je i katolička crkva Svih Svetih, župe koju čine Veliki i Mali Zdenci.

## Poznate osobe
- Stjepan Major, nogometaš i hrvatski branitelj